# Mariaville
Mariaville és una població dels Estats Units a l'estat de Maine (EUA). Segons el cens del 2000 tenia 414 habitants.

## Demografia
Segons el cens del 2000, Mariaville tenia 414 habitants, 149 habitatges, i 105 famílies. La densitat de població era de 4,1 habitants/km².
Dels 149 habitatges en un 40,3% hi vivien nens de menys de 18 anys, en un 60,4% hi vivien parelles casades, en un 4,7% dones solteres, i en un 29,5% no eren unitats familiars. En el 22,1% dels habitatges hi vivien persones soles el 2% de les quals corresponia a persones de 65 anys o més que vivien soles. El nombre mitjà de persones vivint en cada habitatge era de 2,78 i el nombre mitjà de persones que vivien en cada família era de 3,26.
Per edats la població es repartia de la següent manera: un 32,4% tenia menys de 18 anys, un 5,6% entre 18 i 24, un 33,6% entre 25 i 44, un 23,2% de 45 a 60 i un 5,3% 65 anys o més.
L'edat mediana era de 35 anys. Per cada 100 dones de 18 o més anys hi havia 98,6 homes.
La renda mediana per habitatge era de 31.250 $ i la renda mediana per família de 40.417 $. Els homes tenien una renda mediana de 29.545 $ mentre que les dones 17.500 $. La renda per capita de la població era de 13.931 $. Entorn del 12,5% de les famílies i el 12,4% de la població estaven per davall del llindar de pobresa.